# هپ کالج
هپ کالج (به انگلیسی: Hope College) یک کالج هنرهای آزاد خصوصی در ایالات متحده آمریکا است که در میشیگان واقع شده‌است.